# 진주 청곡사 목조지장보살삼존상 및 시왕상 일괄
진주 청곡사 목조지장보살삼존상 및 시왕상 일괄(晉州靑谷寺木造地藏菩薩三尊像및 十王像一括)은 대한민국 경상남도 진주시, 청곡사에 있는 조선시대의 불상이다. 2010년 12월 21일 대한민국의 보물 제1689호로 지정되었다.

## 제작 시기
청곡사 업경전은 다른 사찰의 명부전과 같이 지장보살을 비롯해 시왕 등 명부의 존상들이 봉안된 전각이다. 업경전에는 불단에 지장보살좌상을 중심으로 도명존자와 무독귀왕인 지장보살삼존상이 자리하고 좌우로 시왕, 귀왕, 판관, 인왕, 범천·제석천상 등 총 23구가 배치되어 있다. 지장보살좌상에서 발견된 발원문에 의하면, 이 상들은 1657년에 조성되었다.

## 세부 모습
지장보살삼존상을 포함해 시왕상 및 권속을 살펴보면, 일반적으로 좌상의 지장보살은 입상이나 의자상인 다른 권속보다 크게 조성해 위용 있게 표현하지만, 청곡사 지장보살좌상은 도명존자와 무독귀왕, 시왕 등과 비슷한 크기로 주존을 제작하였다. 모든 존상의 상호는 둥근 얼굴형에 두 눈은 눈꼬리가 길게 빠졌으며, 코는 높고 콧등이 반듯하고 입술은 작아 아이같은 인상을 준다. 각 존상의 비례를 보면, 전체적으로 신체에 비해 두부를 크게 제작하였다. 특히 무독귀왕, 시왕 및 권속 등은 쓰고 있는 관모가 높아 3등신의 신체비례를 하고 있다. 신체는 어깨가 둥글고 좁지만 상체와 하체를 양감있게 처리하였다.
지장보살좌상은 무릎이 높고 폭이 넓어 앉은 자세가 안정감이 있으며, 의자상의 시왕과 범천·제석 천상 등도 의자에 허리를 기대고 무릎을 내려뜨린 자세가 다양하고 자연스럽다. 지장보살좌상은 이중으로 대의를 걸쳤으며, 드러낸 가슴 아래에는 승각기가 가로지르고 있다. 옷주름은 상체의 대의자락은 간략하게 직선으로 양감있게 처리한 반면 하체의 옷주름은 곡선을 살려 장식적면서 볼륨감을 살려 두텁게 표현하였다. 장식적인 곡선의 옷주름 표현은 도명존자의 가사나 시왕의 무릎의 옷주름 등에서도 찾을 수 있다. 어린아이와 같은 상호와 신체비례와 달리 두 손은 여성스럽게 가늘고 길게 조각하였다.

## 평가
이 상을 조성한 조각승은 인영(印迎), 탄준(誕隼), 지변(智邊), 학염(學廉), 서명(瑞明), 법율(法律), 종탄(宗誕), 선우(善祐) 청곡사 업경전의 상들을 제외하고는 현재 이들이 조성한 다른 불상은 알려지지 않았다. 청곡사 불상은 비록 17세기에 활동한 여러 조각승의 불상과 계통이 연결되는 요소가 없는 독특한 조각 형식을 하고 있으며, 상의 전체적인 조형미가 뛰어나고 조각 수법 또한 우수하다. 현재 청곡사 업경대 봉안 불상군 가운데 권속에 해당되는 범천상과 제석천상은 뛰어난 조각성과 조선시대 현존하는 유일한 범천·제석천상으로서 보물 제1232호로 지정되어 있으며, 금강역사상은 사실적이고 우수한 조각수법을 인정받아 시도유형문화재 제348호로 지정된 상태이다. 이미 지정된 목조제석천상과 대범천상을 포함 해서 일괄 국가문화재로 지정하여 보존하고 연구할 만한 가치가 충분하다고 평가되었다.

## 사진

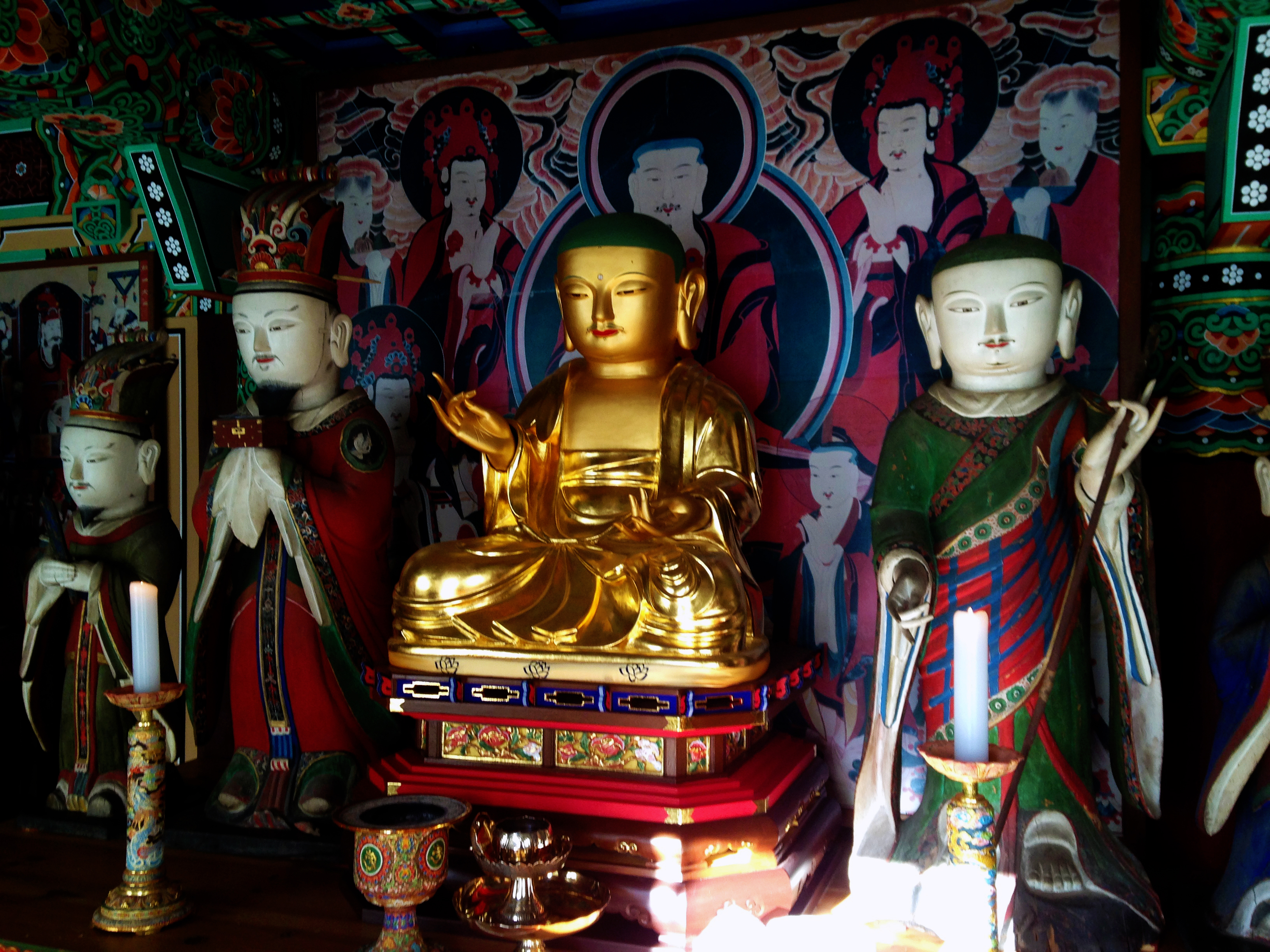
목조지장보살삼존상
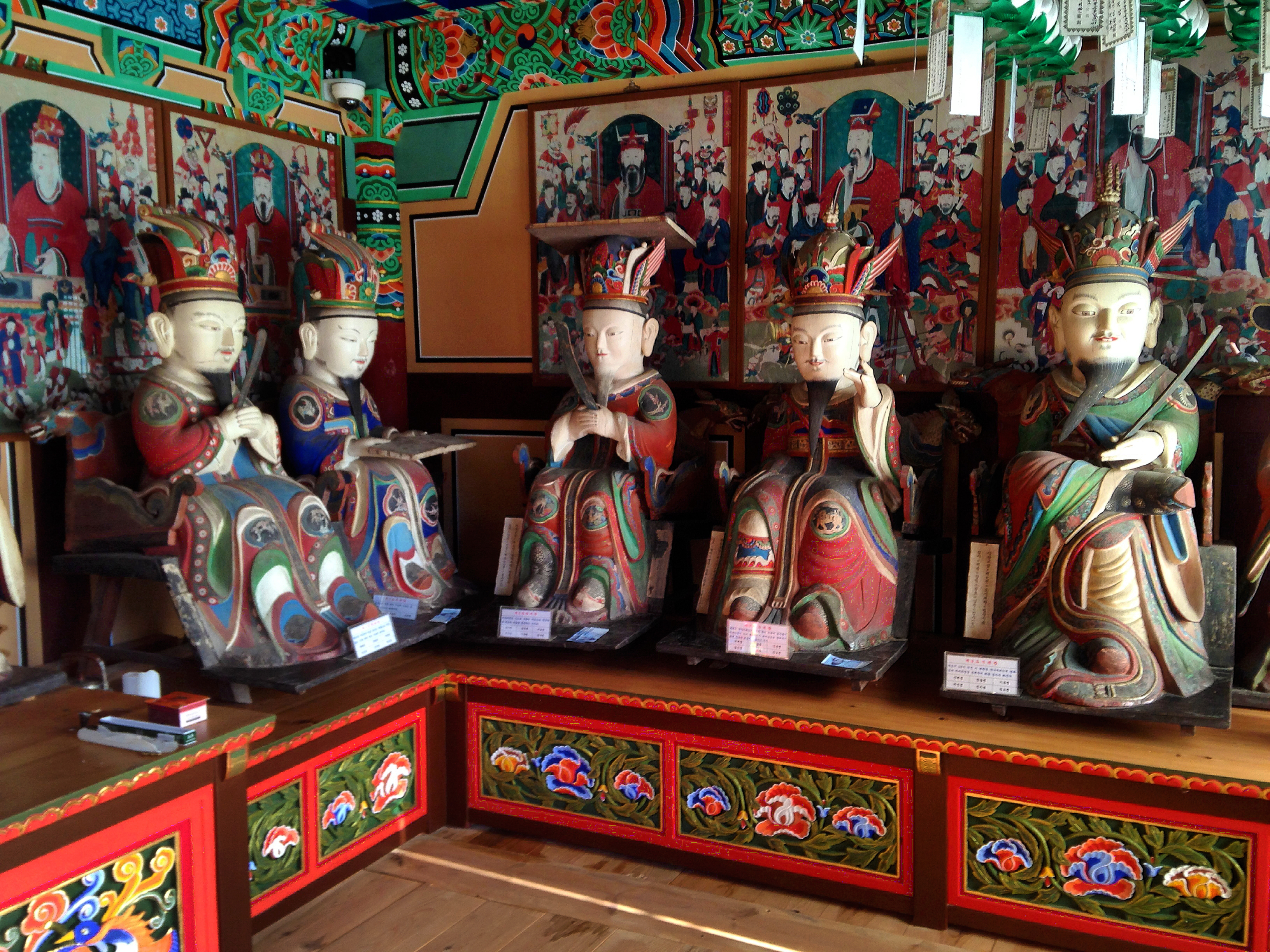
시왕상 일괄
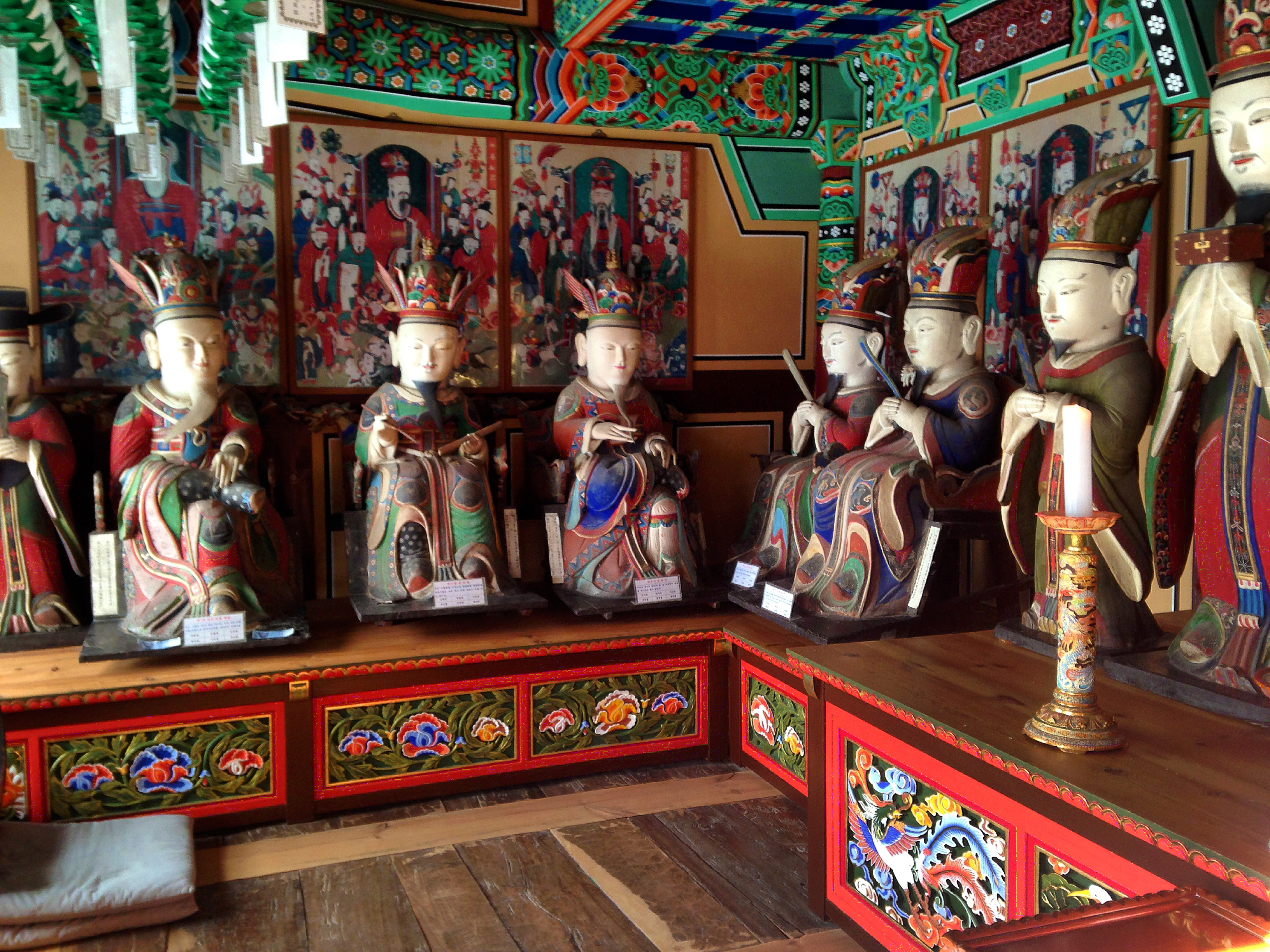
시왕상 일괄
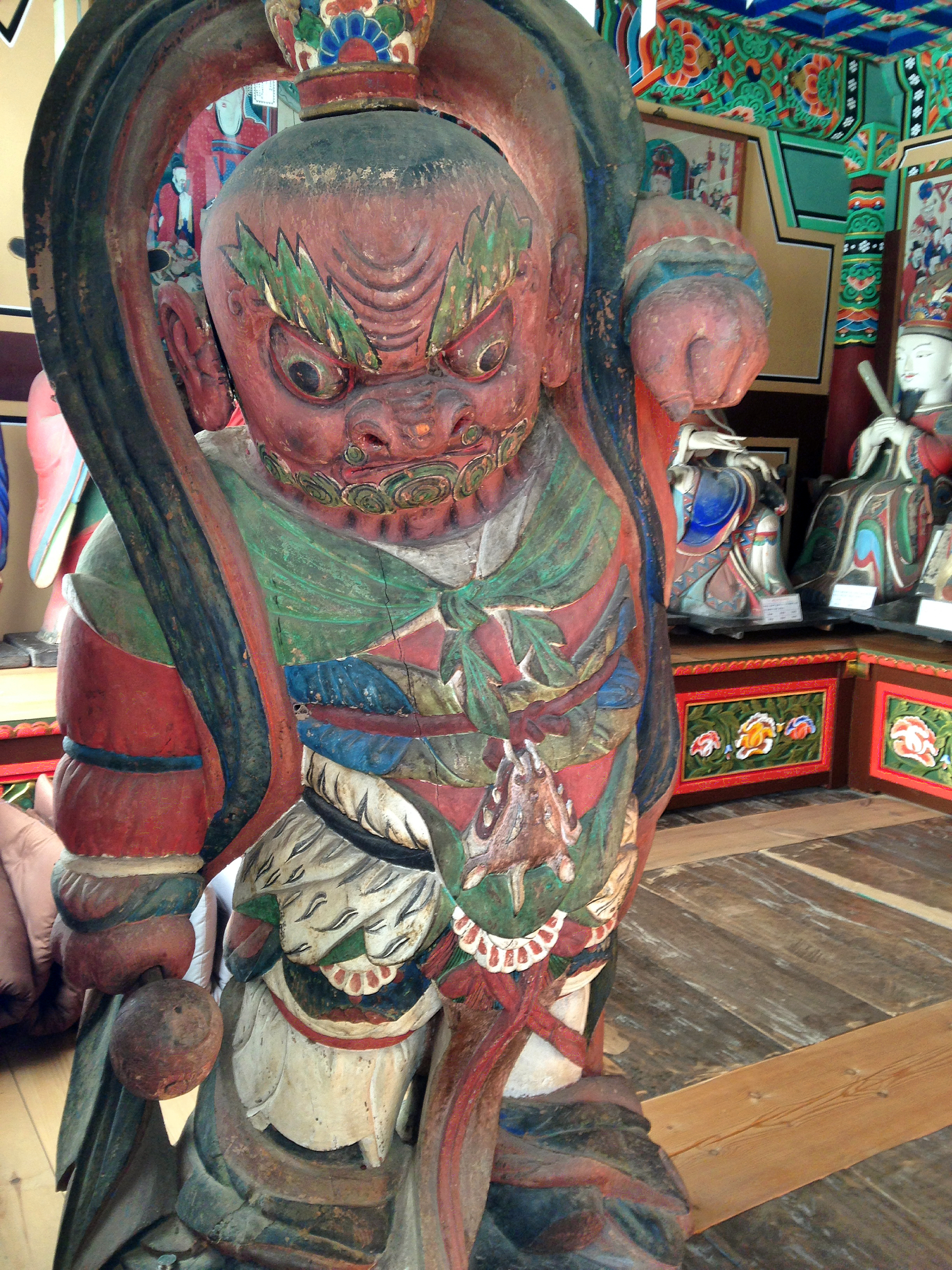
인왕상
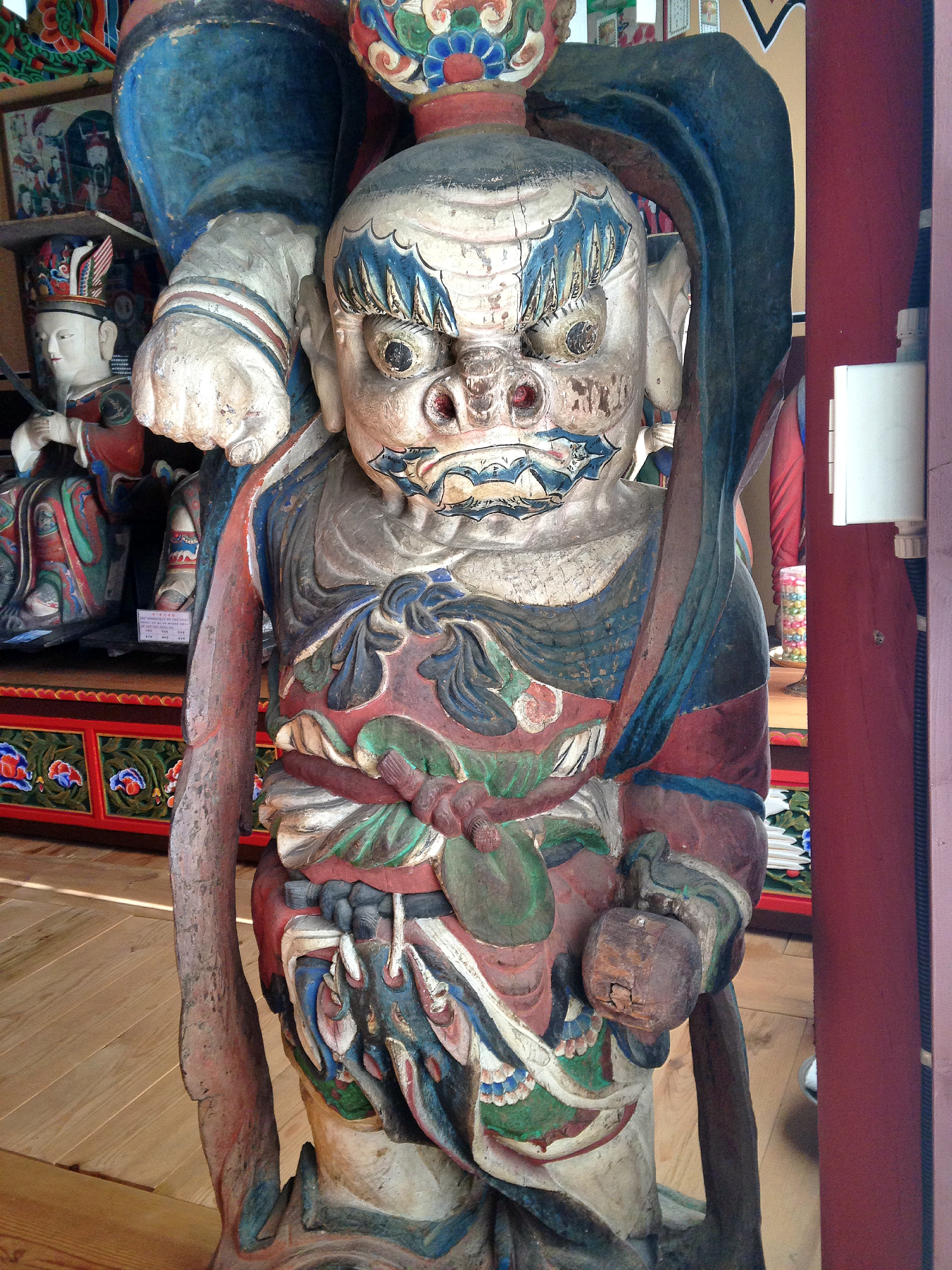
인왕상

## 같이 보기
- 청곡사
- 청곡사 업경전 - 경상남도 문화재자료 제139호

## 참고 자료
- 진주 청곡사 목조지장보살삼존상 및 시왕상 일괄 - 국가유산청 국가유산포털